# Obalno-kraška (regija)
Obalno - kraška regija je administrativni naziv za jednu od dvanaest statističkih regija Slovenije. Obuhvaća slovenski dio Istre i dio Krasa (tršćanski Kras i zapadni dio južnog ili ćićarijskog Krasa) pa je češći naziv Istarsko-kraška regija ili južna Primorska. Prema podacima iz 2005. u regiji je živjelo 105.632, a prema podacima iz 2020. g. 116.871 stanovnika.
Ta statistička regija obuhvaća općine:
- Općina Divača
- Općina Hrpelje – Kozina
- Općina Izola
- Općina Komen
- Gradska općina Kopar
- Općina Piran
- Općina Sežana